# كريس مكان

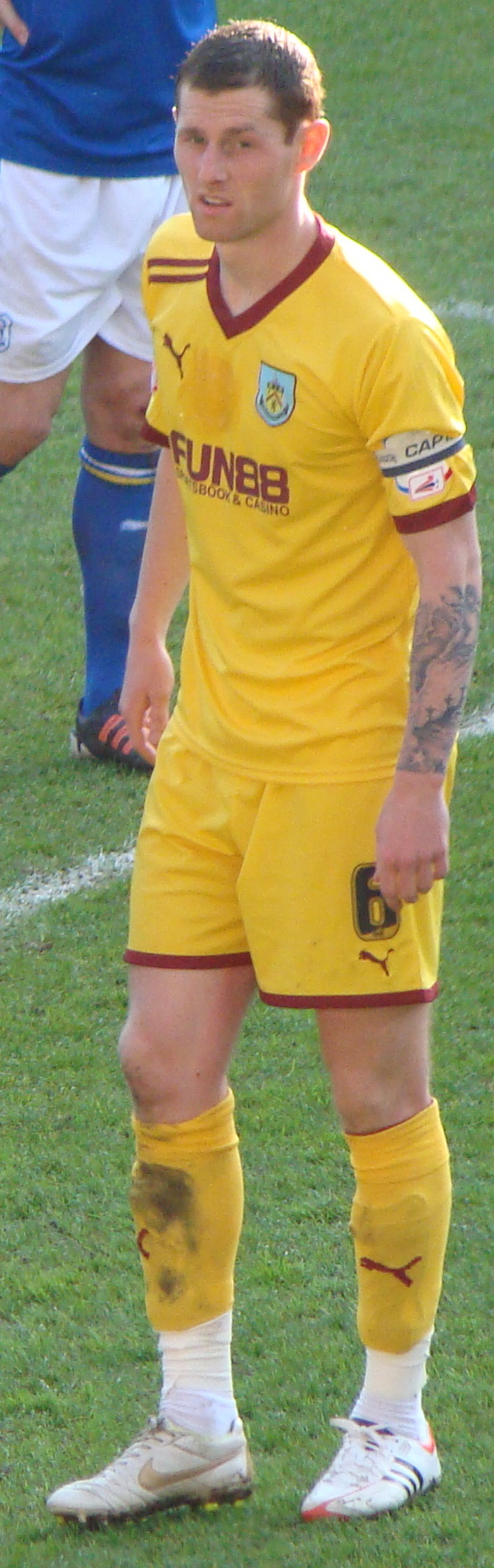

كريس مكان (بالإنجليزية: Chris McCann)‏ (مواليد 21 يوليو 1987 في دبلن - جمهورية أيرلندا) لاعب كرة قدم أيرلندي يلعب حاليا لصالح نادي الدرجة الممتازة بيرنلي الإنجليزي منذ 2005 في مركز الوسط المحوري . .

## روابط خارجية
- كريس مكان على موقع ميوزك برينز (الإنجليزية)
- كريس مكان على موقع الدوري الأمريكي (الإنجليزية)
- كريس مكان على موقع قاعدة بيانات كرة القدم.إي يو (الإنجليزية)
- كريس مكان على موقع Soccerbase.com (لاعب) (الإنجليزية)
- كريس مكان على موقع Soccerway.com (الإنجليزية)
- كريس مكان على موقع عالم كرة القدم.نت (الإنجليزية)
- كريس مكان على موقع كووورة
- كريس مكان على موقع AS.com (الإسبانية)